# Поцоло (Виченца)
Поцоло је насеље у Италији у округу Виченца, региону Венето.
Према процени из 2011. у насељу је живело 205 становника. Насеље се налази на надморској висини од 158 м.